# Кировский район (Северная Осетия)
Киро́вский райо́н (осет. Кировы район) — административно-территориальная единица и муниципальное образование (муниципальный район) в составе Республики Северная Осетия — Алания Российской Федерации.
Административный центр — село Эльхотово.

## География
Кировский район расположен в северо-западной части республики, на границе с Кабардино-Балкарской Республикой. Площадь территории района составляет 410,74 км².
Граничит с Моздокским районом на северо-востоке, Правобережным районом на востоке, Ардонским и Дигорским районами на юге, а также с тремя районами Кабардино-Балкарии на западе и севере.
Гидрографическая сеть района представлена реками Терек, Камбилеевка, Урух, Змейка и их притоками. Имеется также ряд мелиоративных каналов.

## История
2 декабря 1934 года решением бюро обкома ВКП(б) Северной Осетии на основе пяти сельсоветов (Эльхотовский, Ставд-Дортский, Змейский, Иранский и Илларионовский) был образован Эльхотовский район, выделенный из северо-западной части Правобережного района.
Постановлением ЦИК СССР от 17 марта 1935 года Эльхотовский район был переименован в Кировский район. В 2004 году район отметил своё 70-летие.
История Кировского района богата революционными, боевыми и трудовыми традициями. В тревожные годы гражданской войны, когда по всей Осетии свирепствовала контрреволюция, в с.Эльхотово приехал Сергей Миронович Киров. С его именем связано создание первой большевистской ячейки, а впоследствии его именем назван был и район. Осенью 1942 года, когда немцы с ожесточением прорывались через Эльхотовские ворота к бакинской и грозненской нефти, наши войска создали здесь, в теснине, неприступные для врага оборонительные сооружения. В течение ста дней и ночей озверевшие фашисты предпринимали отчаянные попытки прорвать оборону, но наши воины стояли насмерть.
В годы Великой Отечественной войны здесь проходили ожесточённые бои за Эльхотовские ворота, через которые проходит дорога к каспийской нефти и к Военно-грузинской дороге, ведущей в Закавказье. Оборона советских войск была прорвана, но вскоре силы противника были остановлены в нескольких километрах к востоку, на подступах к Орджоникидзе.
Более трёх тысяч кировчан ушли на фронт в годы Великой Отечественной войны. Около двух с половиной тысяч сложили головы на полях сражений. Звания Героя Советского Союза удостоены генерал-майор К.Д. Карсанов, майор С.Я. Батышев и сержант Х.З. Мильдзихов из с.Эльхотово, полковник А.А. Бондарь из ст.Змейской, старшина Б.Х. Моргоев из с.Карджин. Гордятся по праву кировчане и своими генералами: А.Н. Коцоевым из с.Дарг-Кох, П.Д. Будаковским из с.Эльхотово, В.Н. Рязанцевым из ст.Змейской. Уже в мирное время почетного звания Героя Социалистического Труда удостоены кировчане А.Д. Лазаров, Д.Е. Накусов, Е.Е. Дзгоев.

## Население
| 1970    | 1979    | 1989    | 2002    | 2009    | 2010    | 2011    | 2012    | 2013    |
| ------- | ------- | ------- | ------- | ------- | ------- | ------- | ------- | ------- |
| 20 257  | ↘19 761 | ↗20 120 | ↗26 571 | ↗27 496 | ↗27 807 | ↗27 823 | ↘27 739 | ↘27 629 |
| 2014    | 2015    | 2016    | 2017    | 2018    | 2019    | 2020    | 2021    | 2023    |
| ↘27 518 | ↘27 447 | ↘27 411 | ↗27 457 | ↘27 406 | ↗27 407 | ↘27 377 | ↗28 018 | ↘27 907 |
| 2024    | 2025    |         |         |         |         |         |         |         |
| ↘27 871 | ↘27 797 |         |         |         |         |         |         |         |

### Национальный состав
По данным Всероссийской переписи населения 2010 года:
| № | Национальность | Численность, чел. | Доля   |
| - | -------------- | ----------------- | ------ |
| 1 | осетины        | 25 407            | 91,4 % |
| 2 | русские        | 1 894             | 6,8 %  |
| 3 | другие         | 506               | 1,8 %  |

По итогам переписи населения 2020 года проживали следующие национальности (национальности менее 1 % и другое, см. в сноске к строке «Другие»):
| Национальность | Численность, чел. | Доля     |
| -------------- | ----------------- | -------- |
| Осетины        | 25 865            | 92,32 %  |
| Русские        | 1579              | 5,64 %   |
| Другие         | 574               | 2,04 %   |
| Итого          | 28 018            | 100,00 % |

## Муниципально-территориальное устройство
В Кировском районе 7 населённых пунктов в составе семи сельских поселений:
| № | Сельские поселения                | Административный центр | Количество населённых пунктов | Население | Площадь, км2 |
| - | --------------------------------- | ---------------------- | ----------------------------- | --------- | ------------ |
| 1 | Дарг-Кохское сельское поселение   | село Дарг-Кох          | 1                             | ↘2074     | 45,15        |
| 2 | Змейское сельское поселение       | станица Змейская       | 1                             | ↗6929     | 61,69        |
| 3 | Иранское сельское поселение       | село Иран              | 1                             | ↘568      | 34,81        |
| 4 | Карджинское сельское поселение    | село Карджин           | 1                             | ↘2952     | 49,90        |
| 5 | Комсомольское сельское поселение  | село Комсомольское     | 1                             | →1425     | 65,78        |
| 6 | Ставд-Дуртское сельское поселение | село Ставд-Дурт        | 1                             | ↘1178     | 41,61        |
| 7 | Эльхотовское сельское поселение   | село Эльхотово         | 1                             | ↘12 671   | 106,60       |

| № | Населённый пункт | Тип     | Население | Муниципальное образование         |
| - | ---------------- | ------- | --------- | --------------------------------- |
| 1 | Дарг-Кох         | село    | ↘2074     | Дарг-Кохское сельское поселение   |
| 2 | Змейская         | станица | ↗6929     | Змейское сельское поселение       |
| 3 | Иран             | село    | ↘568      | Иранское сельское поселение       |
| 4 | Карджин          | село    | ↘2952     | Карджинское сельское поселение    |
| 5 | Комсомольское    | село    | →1425     | Комсомольское сельское поселение  |
| 6 | Ставд-Дурт       | село    | ↘1178     | Ставд-Дуртское сельское поселение |
| 7 | Эльхотово        | село    | ↘12 671   | Эльхотовское сельское поселение   |

## Экономика
Кировский район характеризуется как сельскохозяйственным, так и промышленным производством. На территории района расположены 39 предприятий, в том числе 6 колхозов, 1 совхоз, 4 промышленных предприятия, 2 строительно-монтажных, 1 дорожное управление.
Промышленность
- Консервные завод «Эльхотовский», ООО «Реварис», ООО «Авангард» — консервирование плодов и овощей;
- ООО «Карджин-ЛТФ» — киперная лента;
- ООО «Союз плюс», ООО «Казар» — производство спирт;
- ООО «Юг-Кристалл», ООО «РКЗП», ООО «Империя», ООО «ЮГ», ООО «Кировский», ООО «Лидер», ООО «Ока» — вино-водочная продукция;
- ГУП «Кировлес» — охрана леса, санитарная вырубка, паркетная заготовка из бука, животноводство;
- ООО «Хлебозавод Кировский» — хлеб, хлебобулочные изделия.

Транспорт
По территории района, через Эльхотовские ворота, проходит федеральная автотрасса «Кавказ» и железнодорожное сообщение Северо-Кавказской железной дороги.

## Особо охраняемые природные территории
- На северо-востоке "Курпский лес",
- Памятник природы «Урочище Бекан»[21]

## Религия
Ислам
- Мечеть (с. Эльхотово);
- Мечеть (с. Карджин).

Мусульмане преобладают в сёлах — Эльхотово, Карджин и Комсомольское.
Православие
- Церковь Сошествия Святого Духа (ст. Змейская);
- Часовня Иконы Богородицы «Утоли моя печали» (ст. Змейская);
- Часовня (с. Ставд- Дурта);
- Церковь святых первоверховных апостолов Петра и Павла (с. Эльхотово);
- Церковь Пресвятой Живононачальной Троицы (с. Дарг-Кох).

Христиане преобладают — в станице Змейская и в сёлах Дарг-Кох, Ставд-Дурта и Иран.
Традиционные осетинские верования
- Святилище «Татартуп» (ст. Змейская).

Традиционные верования распространены повсеместно, смешано с исламом и христианством.